# Bauaufsicht
Die Bauaufsicht im Sinne des öffentlichen Rechts wird von den Bauaufsichtsbehörden wahrgenommen, die mit dem Vollzug des Bauordnungs- und Bauplanungsrechts befasst sind. Das Bauordnungsrecht ist in Deutschland Landesrecht, d. h., es wird von jedem Bundesland eigenständig in den Landesbauordnungen geregelt. Die Bauaufsicht ist Teil des Ordnungsrechts und dient der Gefahrenabwehr. Die Bauaufsichtsbehörden haben im Rahmen ihrer Aufgaben die erforderlichen Maßnahmen zu treffen. Welche Behörden für die Bauaufsicht zuständig sind, wird durch die jeweiligen Landesbauordnungen bestimmt. Meist sind jedoch die Landkreise und die kreisfreien Städte zuständig. In einigen Bundesländern wie z. B. Baden-Württemberg haben auch größere kreisangehörige Gemeinden die Zuständigkeit für die Bauaufsicht.